# Pahaoja
De Pahaoja is een beek, die stroomt in de Zweedse  gemeente Övertorneå. De beek ontstaat in een uitgebreid moeras, stroomt oostwaarts. De afstand hemelsbreed tot haar hoofdrivier is maar 4 kilometer, maar de beek neemt een omweg en is ongeveer 10 kilometer lang.